# Aynur
Aynur ist ein türkischer weiblicher Vorname türkischer und arabischer Herkunft mit der Bedeutung „Mondschein“. Der Name ist gebildet aus den Elementen ay (türk. für „Mond“) und nur (arab. für „Licht“). Der Name kommt u. a. auch in Aserbaidschan vor.

## Namensträgerinnen
- Aynur Aydın (* 1985), türkische Sängerin
- Aynur Doğan (* 1975), kurdisch-türkische Sängerin
- Hatun Aynur Sürücü (1982–2005), deutsches Opfer eines sog. „Ehrenmordes“ kurdisch-türkischer Herkunft

## Vorname Nuray
Es existiert mit derselben Bedeutung auch der türkische Vorname Nuray, der jedoch im Gegensatz zu Aynur ein männlicher und (überwiegend) weiblicher Vorname ist.

### Namensträgerinnen
- Nuray Lale (* 1962), türkisch-deutsche Schriftstellerin und Übersetzerin
- Nuray Şahin (* 1974), deutsche Filmregisseurin und Schauspielerin kurdisch-türkischer Herkunft